# Binan Kōkō Chikyū Bōei-bu LOVE!
Binan Kōkō Chikyū Bōei-bu LOVE! (美男高校地球防衛部 LOVE!, lit. Club de Defensa de la Terra de l'Institut Binan Amor!) és un anime de 2015 del gènere magical creat per Kurari Umatani és produït per Diomedéa i Cooking Mama Limited. La sèrie és dirigida per Shinji Takamatsu i escrit per Michiko Yokote. La sèrie s'estrenà el 6 de gener de 2015. Poc després, l'anime es distribuí a Austràlia i Nova Zelanda i els Estats Units d'Amèrica.
La història se centra en les vides de cinc nois normals, cadascú d'ells posseeix un extraordinari poder atorgat per una criatura misteriosa de l'espai. El grup es fa anomenar Club de Defensa de la Terra, i ha d'aturar els enemics que intenten conquerir la Terra, coneguts com el Club de Conquesta de la Terra.
Un manga spin-off titulat Binan Kokou Chikyuu Seifuku-bu Amor! inicià la seva publicació a la revista online de Pony Canyon el 16 d'octubre de 2014. Una novel·la lleugera va ser publicada el 7 de gener de 2015 al Japó. A més, s'ha llançat un joc basat en la sèrie per Android i iOS pel públic japonès el maig 2015.

## Sinopsi
El Club de Defensa de la Terra de l'Institut Binan, format per Yumoto Hakone, En Yufuin, Atsushi Kinugawa, Io Naruko i Ryuu Zaou, que regularment acut a una casa de banys del germà d'en Yumoto, es veuen assetjats per una espècie de uombat rosa, que resulta ser d'un altre planeta i que, sense voler-ho ells, els dona poders per encarregar-se de salvar el món. Utilitzant uns braçalets especials, el grup es transforma en els Battle Lovers, que utilitzen el poder de l'amor en el combat contra els enemics que intenten estendre l'odi i la discòrdia. Alhora, el Club de Conquesta de la Terra es troba sota la influència d'una mena de petit eriçó verd anomenat Zundar; els membres de consell d'estudiants Kinshiro Kusatsu, Ibushi Arima i Akoya Gero esdevenen els enemics dels protagonistes i també els responsables de crear els monstres que sembren el caos.

## Personatges

### Club de Defensa de la Terra
Yumoto Hakone (箱根 有基, Hakone Yumoto)
Seiyū: Kazutomi Yamamoto
És estudiant de primer, la família del qual posseeix una casa de banys anomenada Kurotamayu. És un noi despreocupat que adora els animals, les coses bufones, i també el menjar. Es transforma en Battle Love Scarlet. El seu color és el vermell i el seu element és la llum.
En Yufuin (由布院 煙, Yufuin En)
Seiyū: Yuichiro Umehara
És estudiant de tercer. És un noi molt mandrós i té un ritme propi. És normalment vist amb Atsushi. L'En també és retratat com una mica vanitós, amb divuit anys s'adona que la seva imatge juvenil s'està esvaint. Es transforma en Battle Lover Cerulean. El seu color és el blau i el seu element és l'aigua.
Atsushi Kinugawa (鬼怒川 熱史, Kinugawa Atsushi)
Seiyū: Kōtarō Nishiyama
És estudiant de tercer i l'únic del club que porta ulleres. És de família rica, treu bones notes i és molt seriós. De vegades, ha de vigilar a l'En. També amics d'infantesa de Kinshiro. Es transforma en Battle Lover Epinard. El seu color és el verd i el seu element és l'aire.
Io Naruko (鳴子 硫黄, Naruko Io)
Seiyū: Yusuke Shirai
És estudiant de segon. Malgrat ser un estudiant d'institut, guanya molts diners a la borsa. El seu lema és "Tot en la vida tracta de diners!". El seu millor amic és en Ryuu. Es Transforma en el Battle Lover Sulfur. El seu color és el groc i el seu element és la terra.
Ryuu Zaou (蔵王 立, Zaō Ryū)
Seiyū: Toshiki Masuda
És estudiant de segon. És popular amb noies (tot i que hi ha el rumor que és fals), i té un munt de peticions de cites en el seu telèfon. El seu millor amic és l'Io. Es transforma en Battle Lover Vesta. El seu color és rosa i el seu element és foc.
Wombat (ウォンバット, Uonbatto))
Seiyū: Mugihito
Un estrany uombat rosa procedent d'un planeta llunyà, que diu als nois que tenen la missió de protegir la Terra d'extraterrestres dolents i l'han d'omplir d'amor. La majoria dels membres del Club de Defensa de la Terra intenten desfer-se'n perquè és un ésser estrany, menys en Yumoto. Tanmateix, Wombat de pressa arregla la situació i pren el control del mestre d'En i d'Atsushi, el senyor Tawarayama, presumptament mort per accident, que li serveix perquè el subjecti. Ràpidament, en Wombat intentar unir-se al Club de Defensa de la Terra i els empaita suplicant-los que l'ajudin a aprendre coses de la Terra. Tanmateix, a causa de l'estat cadàver del senyor Tawarayama, els nois de pressa fugen per la impressió que els fa que Wombat hagi mort el seu professor.

### Club de Conquesta de la Terra
Kinshiro Kusatsu (草津 錦史郎, Kusatsu Kinshirō)
Seiyū: Hiroshi Kamiya
És un estudiant de tercer i el president de consell de l'estudiant. És un amic d'infantesa d'Atsushi, però la seva relació és distant. No li agrada que l'Atsushi estigui amb l'En i la resta del club. Es transforma en Chevalier Aurite, el cavaller d'or brilla tènuement.
Ibushi Arima (有馬 燻, Arima Ibushi)
Seiyū: Jun Fukuyama
És un estudiant de tercer i el vicepresident del consell d'estudiants. Ell normalment es manté al costat de Kinshiro, actuant com si fos el seu servent. Es transforma en Chevalier Argent, el cavaller de plata i fragant del vent.
Akoya Gero (下呂 阿古哉, Gero Akoya)
Seiyū: Takuma Terashima
És un estudiant de segon. Té un aspecte angèlic i és un sentimental. És de la mateixa classe que Io i Ryuu, però no s'avé gaire amb en Ryuu. Es transforma en Chevalier Perlite, cavaller perla plenament florit.
Zundar (ズンダー, Zundaa)
Seiyū: Hiroki Yasumoto
És una espècie d'eriçó verd vingut d'un planeta llunyà per conquerir la Terra. Acaba les seves frases amb "dar".

### Altres
Gōra Hakone (箱根強羅, Hakone Gōra)
Seiyū: Tomokazu Sugita
És el germà gran de Yumoto, que s'encarrega de la casa de banys. És gairebé sempre vist tallant fusta pels banys.
Kou Kinosaki (城崎コウ, Kinosaki Kō)
Seiyū: Showtaro Morikubo
És el president de la Societat de Premsa Binan. És sovint vist observant de forma persistent els membres del Club de Defensa.
Sr. Tawarayama (俵山先生, Tawarayama-sensei)
Seiyū: Mugihito
Professor d'En i d'Atsushi; presumptament matat en un incident perquè ensopega amb en Wombat i cau per l'escala, si bé Wombat explica que no és tècnicament mort. Tanmateix, ha de quedar-se prop d'ell per tal de mantenir el mestre sense descompondre's i l'utilitza per no descobrir-se davant de la gent. Tawarayama breument es recupera en un dels capítols però és accidentalment ferit un altre cop, quedant novament en coma.

## Mitjans

### Manga
Un manga paral·lel titulat Binan Kokou Chikyuu Seifuku-bu Love! va començar la seva publicació mensualment dins la revista de còmics online de Pony Canyon el 16 d'octubre de 2014. El manga se centra més en les vides dels antagonistes de la sèrie.

### Novel·la lleugera
Una novel·la lleugera escrita per Takahashi Natsuko i il·lustrada per Hara Yumiko va ser publicada al Japó el 7 de gener de 2015 com un llibre de butxaca.

### Música
Obertura: Zettai Muteki☆Fallin'LOVE☆ (絶対無敵☆Fallin'LOVE☆) Cantat pels membres del Club de Defensa de la Terra (Kazutomi Yamamoto/Yuichiro Umehara/Kotaro Nishiyama/Yusuke Shirai/Toshiki Masuda)
Ending: I miss you no 3 meters (I miss you の3メートル)
Va actuar per Club de Conquesta (Hiroshi Kamiya/Jun Fukuyama/Takuma Terashima)